# Walter Rueda
Walter Maximiliano Rueda (Paraná, Argentina; 2 de diciembre de 1997) es un futbolista argentino. Juega de centrocampista y su equipo actual es Patronato de la Primera Nacional.

## Trayectoria
Rueda comenzó su carrera en la Liga Paranaense de Fútbol en el Atlético Belgrano. Entre 2018 y 2019 jugó para el Atlético Paraná.
En julio de 2019, Rueda fichó en el Club Almagro de la Primera B Nacional.
Para la temporada 2023, se incorporó al Cobresal de la Primera División de Chile.

## Estadísticas
Actualizado al último partido disputado el 22 de enero de 2023
| Club                      | Div.          | Temporada     | Liga  | Liga  | Copas nacionales | Copas nacionales | Copas internacionales | Copas internacionales | Total | Total |
| Club                      | Div.          | Temporada     | Part. | Goles | Part.            | Goles            | Part.                 | Goles                 | Part. | Goles |
| ------------------------- | ------------- | ------------- | ----- | ----- | ---------------- | ---------------- | --------------------- | --------------------- | ----- | ----- |
| Atlético Paraná Argentina | 3.ª           | 2018-19       | 19    | 1     | 2                | 0                | —                     | —                     | 0     | 0     |
| Atlético Paraná Argentina | Total club    | Total club    | 19    | 1     | 2                | 0                | 0                     | 0                     | 0     | 0     |
| Almagro Argentina         | 2.ª           | 2019-20       | 13    | 0     | 2                | 0                | —                     | —                     | 0     | 0     |
| Almagro Argentina         | 2.ª           | 2020-21       | 7     | 1     | 0                | 0                | —                     | —                     | 0     | 0     |
| Almagro Argentina         | 2.ª           | 2021          | 25    | 1     | 0                | 0                | —                     | —                     | 0     | 0     |
| Almagro Argentina         | 2.ª           | 2022          | 33    | 6     | 0                | 0                | —                     | —                     | 0     | 0     |
| Almagro Argentina         | Total club    | Total club    | 78    | 8     | 2                | 0                | 0                     | 0                     | 0     | 0     |
| Cobresal · Chile          | 1.ª           | 2023          | 1     | 0     | 0                | 0                | 0                     | 0                     | 0     | 0     |
| Cobresal · Chile          | Total club    | Total club    | 1     | 0     | 0                | 0                | 0                     | 0                     | 0     | 0     |
| Total carrera             | Total carrera | Total carrera | 98    | 9     | 4                | 0                | 0                     | 0                     | 0     | 0     |